# The House of the Dead (videojuego)
The House of the Dead es un videojuego de terror de arcade en primera persona lanzado en 1996 por Sega.
Los jugadores asumen el rol de dos agentes del gobierno, Thomas Rogan y «G», en sus esfuerzos para repeler los peligrosos e inhumanos experimentos del Dr. Curien.
Es el primero de la saga The House of the Dead

## Estilo de juego
The House of the Dead es un juego del género rail shooter. Los jugadores utilizan una pistola de luz (o el mouse en la versión de PC) para disparar sobre los objetivos en escenas puntuales cuyo recorrido es autodirigido por el propio juego.

## Historia
Fecha del desarrollo de la historia: 18 de diciembre de 1998.
Thomas Rogan y G dos agentes del AMS (una organización gubernamental a cargo de actividades paranormales) son asignados para investigar una desesperada llamada de celular de la prometida de Rogan, Sophie Richards, y una serie de desapariciones en la Mansión Curien, el lugar en donde está ubicado el laboratorio del Dr. Curien, un aclamado bioquímico y genetista. El Dr. Curien está obsesionado con descubrir la verdadera naturaleza de la vida y la muerte, respaldado por la Corporación DBR y sus científicos. Pero la naturaleza de sus experimentos terminó volviendo loco al Dr. Curien, quién decidió liberar en la mansión los sujetos en los que probaba sus experimentos, aún en fase experimental.

### Capítulo 1: Tragedy (Tragedia)
Una vez que llegan a la mansión los agentes rescatan a un científico de DBR, quien les explica la situación. Luego llegan hasta el puente donde se encontraran con Sophie, sin embargo esta será secuestrada por una especie de gárgola. Los agentes se abrirán camino a través del caos desatado por Curien, teniendo que hacerle frente a diversas criaturas, como The Chariot (tipo 27), un guerrero reanimado cubierto con una armadura, quién herirá mortalmente a Sophie.

### Capítulo 2: Revenge (Venganza)
Luego los dos agentes pelearan contra los zombis por varios lugares, al final llegan a un laboratorio y un científico les dice que suban las escaleras y peleas con The Hangedman (tipo 41), la gárgola del principio, que posee la habilidad de controlar murciélagos, que asesinara a dos científicos antes de luchar contra él.

### Capítulo 3: Truth (Verdad)
Vas peleando por varios lugares de la mansión y al final cruzando un puente lleno de zombis, entras a las instalaciones y esta Curien pero escapa y cae The Hermit (tipo 6803), una gigante mezcla entre una araña y un cangrejo, que cubrirá la entrada al laboratorio del doctor.

### Capítulo 4: The House of The Dead (La Casa de la Muerte)
Finalmente, ambos agentes pelean de nuevo con The Chariot y The Hangedman, y luego llegan a lo más profundo del laboratorio de Curien, en donde tendrán una breve conversación con él, durante la cual les mostrara a su gran pieza maestra, The Magician (tipo 0), una criatura humanoide que controla el fuego. Irónicamente, luego de liberar a la criatura de su cámara de incubación, quién ante la sorpresa de todos, asesina al Dr. Curien; The Magician explica que no puede recibir órdenes de una criatura inferior, como son los seres humanos. Para evitar que The Magician escape de la mansión y destruya el mundo, los agentes se ven obligados a luchar contra él. Luego de una larga y difícil batalla logran vencer y destruirlo. Ante su derrota The Magician les da una advertencia: «No han visto nada aún». Al final los Agentes Salen de la Mansión dando por terminado el caso.
Tras esto explota y cesa de existir (sin embargo reaparece en The House of the Dead 2 y The House of the Dead 4 Special demostrando la realidad de su advertencia). Rogan y G abandonan la mansión, y, con una última mirada hacia ella, el juego termina.
En los finales alternativos del juego, podemos ver como la puerta se abre y aparece Sophie, aún viva (esto puede sugerir que ella sea la madre de Lisa Rogan en House of the Dead III). En el otro final alternativo vemos como Sophie aparece siendo uno de los zombies. Estos finales dependen de la puntuación del jugador y el número de continues usados.

## Personajes

### Principales
- Thomas Rogan: Un entrenado agente joven de la AMS quien llega a la mansión de Curien para investigar una serie de desapariciones recientes, eventos alarmantes y misiones de rescate en ese lugar. Su novia es Sophie Richars, de quien recibe una llamada telefónica como empleada de la mansión. Él, junto con el Agente G, debe darse prisa para salvar su novia, y en el proceso, descubrir pruebas de esfuerzo científico depravado y que pronto, ambos se convertirán en testigos para el nacimiento de un mal horrible que debe ser detenido antes de que salga de la mansión.
- Agente G: Un agente de la AMS y socio de Rogan, quien lo acompaña a la Mansión de Curien. Si se lo elige como primer carácter, el diálogo en el juego en la escena va a cambiar, como por ejemplo, cuando Sophie lo aborde de manera diferente a su llegada a la mansión.
- Dr. Roy Curien: Un aclamado bioquímico y genetista que trabajaba para la Corporación DBR del cual es el fundador, y es el antagonista principal del juego. Es el responsable del incidente La Mansión Curien. Estaba obsesionado con descubrir la verdadera naturaleza de la vida y la muerte, que finalmente lo volvieron loco. Sus métodos y experimentos cada vez más cuestionables cosecharon la sospecha y alarma de sus colegas, hasta que fue demasiado tarde. Su estado mental en deterioro culminó con la liberación de la creación y sin sentido de monstruos horribles desde el laboratorio a la mansión y a raíces circundantes. Gracias a los esfuerzos de Rogan y G, a las criaturas se les impidió escapar de las mansión.
- Sophie Richards: Es la novia de Rogan (y posteriormente) esposa de éste. Trató de llamar a Rogan para pedirle ayuda sobre la aparición de u catástrofe. Se las arregló para escapar de la mansión, pero de alguna manera fue golpeada hasta quedar inconsciente y se encuentra después delante de una fuente en el patio delantero. Ella se despierta y apenas descubre a los agentes, es raptada por The Hangedman. Más tarde es encontrada en una gran sala en el interior de la mansión, pero es mortalmente herida por The Chariot. Su supervivencia depende de la calificación que el jugador recibe al finalizar el juego. Si el jugador consigue 60.000 puntos de calificación o más, conseguirá el final bueno. Si dicha calificación está debajo de los 60.000, se obtendrá un final malo. Mientras que el rendimiento del jugador determinaría su supervivencia en el primer juego, canónicamente ella sobrevivió, se casó y tuvo una hija con Rogan, a quien llamaron Lisa Rogan.

### Otros
- Daniel Curien: El hijo misterioso del Dr. Curien. Solo es mencionado en el manual de la versión de Sega Saturn.
- Caleb Goldman: Es el presidente de la DBR. Aunque aparezca posteriormente en el segundo juego, la intro del mismo muestra un Flashback de los acontecimientos de la primera entrega, en donde Goldman encuentra muerto al Dr. Curien, tras ser asesinado por The Magician.

## Jefes

### The Chariot (El Carro) (Tipo: 27)
Humanoide
Tarot N.º: VII

Es una mutación enorme cubierto con una armadura de metal, una máscara de gas con apariencia cibernética, y un bardiche como su principal arma tomando la apariencia de un guerrero de naturaleza muy violenta. Pese a que su armadura es altamente efectiva contra los disparos, tiene la desventaja de que no está del todo cubierta; en su pecho está visible una parte de su cuerpo con un llamativo color rojo (aunque esto depende de la configuración del juego), que tras ser disparado en unas cuantas veces, llega a un punto donde se libera de su traje revelando todo su cuerpo de carne cruda. Tras un último ataque, pierde parcialmente el resto de su cuerpo con los disparos de los agentes.
- Arma: Badiche Ensangrentado y una Armadura.
- Punto Débil: Sector descubierto de su armadura y posteriormente el cuerpo entero.

Nota: Este jefe sirvió para la creación de una mutación similar para el dueto que conforman al 1.er jefe de The House Of The Dead 2, The Judgment Tipo: 28, específicamente a Kuarl.

### The Hangdeman (La Ahorcado) (Tipo: 041)
Hombre-Bestia
Tarot N.º: XII
Es una bizarra gárgola voladora que controla que nadie escape de la mansión. Posee una visión nocturna, la habilidad para comandar murciélagos mutantes, y la capacidad para hablar el lenguaje humano. Su rapidez en el vuelo le permite una protección veraz contra los disparos de los agentes. Cuando se debilita hasta la mitad de su vida los murciélagos mueren, y este utiliza su velocidad y garras para atacarte, pero si se llega hasta los tercios de vida, este se elevara y luego reaparecerá para tirarte hacia abajo, pera te logras sostener de las tejas y cuando es vencido cae al patio. En el capítulo 4 no te lanza hacia abajo.
- Arma: Murciélagos mutantes y Garras.
- Punto Débil: Todo su cuerpo incluida la cabeza excepto sus alas, garras y patas.

Nota: Este jefe sirvió para la creación de Zeal, de The House Of The Dead 2 que conforma al jefe The Judgment Tipo:28, una característica de ello es el uso de la comunicación humana. También sirvió como arquetipo para otro jefe de este mismo juego, The Hierophant Tipo: B05, un monstruo marino que controla a las pirañas, siendo Hangedman, una gárgola aérea que controla a los murciélagos.

### The Hermit (El Ermitaño) (Tipo: 6803)
Insectoide (Thomisidae)
Tarot N.º: IX
Es un insectoide cuya mezcla mutada proviene de un arácnido y un crustáceo. Aparece de forma sorpresiva para cubrir el escape del doctor, mientras este trabaja para su último experimento. El combate entre el mutante y los agentes se realiza dentro de un túnel metálico.
- Arma: Garras y Proyectiles de telarañas.
- Punto Débil: La Cabeza.

Nota: Este jefe sirvió para la creación de otro de su misma especie, The Lovers Tipo: 6805. Este último, y los jefes anteriormente nombrados (The Judgment y The Hierophant de The House Of The Dead 2) son creaciones del presidente Goldman basadas en todos los jefes del Dr. Curien de esta primera entrega. Incluso Magician, además de volver a aparecer de la mano de este, también tiene otro caso: The Star Tipo: 0001.

### The Magician (El Mago) (Tipo 0)
Androide/Humanoide (Deva)
Tarot N.º: I
Es un humanoide recubierto de una armadura natural, con garras sobresalientes en sus manos y pies y que domina la pirokinesis. Posee unos cuernos sobre su cabeza y una mancha en su ojo izquierdo, mientras que el ojo derecho está atravesado por una raya, dando el aspecto similar al de un bufón, y un demonio. Es la obra maestra del Dr. Curien. Su velocidad increíblemente rápida, la maestría de ataque basado en el fuego, su revolucionario sistema de propulsión antigravedad que le permita virar, levitar y teletransportarse constantemente de izquierda a derecha a altas velocidades con el fin de confundir a los agentes, lo convierten en un peligroso adversario que obliga al jugador a dar un uso rápido a sus reflejos.
- Arma: bolas de fuego y velocidad.
- Punto débil: las venas sobresalientes en su cuerpo (el muslo y el músculo derecho, y la canilla con el antebrazo izquierdo).

## remake
The House of the Dead: Remake (ザ ・ ハ ウ ス ・ オ ブ ・ ザ ・ デ ッ ド ： リ メ イ ク, Za hausu bbu za Deddo: Rimeiku?), Estilizado en algunos sitios web como THE HOUSE OF THE DEAD: Remake, es un próximo remake de 1996 Shooter de Sega La Casa de los Muertos. Será desarrollado por MegaPixel Studio, financiado por TA Publishing y publicado por Forever Entertainment.  El juego fue revelado el 14 de abril de 2021 y está programado para lanzarse a finales de este año en Nintendo Switch. 
- Datos: Q6113095